# Ivo Benko
Ivo Benko barun Bojnički (Johann Benko Freiherr von Boinik; Karlovac, 26. rujna 1851. Gorica, 21. prosinca 1903.), prvi hrvatski profesionalni astronom. 

## Životopis
Školuje se za časnika austrougarske ratne mornarice u Mornaričkoj akademiji u Rijeci, koju završava 1872. godine. Nakon toga službuje na brodovima Helgoland, Adria i Kerka s činom zastavnika. Do 1893. godine službovao je na brodovima "Lissa", "Minerva", "Custoza", Zrinyi", "Don Juan", "Laudon", Radetzky i "Taurus".  O njihovim putovanjima objavljuje putopise, da bi se na kraju našao na mjestu vršitelja dužnosti ravnatelja Mornaričke zvjezdarnice u Puli 1884./1885. nakon smrt ravnatelja Franza Laschobera. Potaknut tim iskustvom završava studij astronomije u Grazu, vraća se ponovno u aktivnu mornaričku službu, te 1893. godine, s činom kapetana fregate, preuzima mjesto ravnatelja Pulske zvjezdarnice. S dužnosti se povlači zbog zdravstvenih tegoba 1901. godine. Tijekom devet godina njegova upravljanja zvjezdarnicom, vršilo se mnoštvo astronomskih i geofizičkih opažanja vezanih uz potrebe austro - ugarske flote. Najvažniji rezultati sa znanstvenog polja su objavljivani u tada vodećem astronomskom časopisu Astronomische Nachrichten. Ipak, mjesto u povijesti astronomije donijelo mu je jedno jedino opažanje, 4. veljače 1898. godine, kojim je dokazao da Zemlja nema drugi, tamni, prirodni satelit. Asteroid otkriven sa zvjezdarnice u Višnjanu imenovan je njemu u čast, (9814) Ivobenko.

## Vanjske poveznice
- Narod.hr - 26. rujna 1851. barun Ivo Benko – prvi hrvatski profesionalni astronom